# Mbundu
Mbundu – grupa etniczna w Angoli, licząca w 1992 roku 2,3 miliona osób. Lud ten posługuje się językiem mbundu z rodziny bantu H 20. Nie należy go mylić z ludem Owimbundu, mówiącym językiem umbundu z rodziny bantu R 10. Między XIV a XVII wiekiem Mbundu tworzyli potężne państwo Ndongo w obszarze dorzecza rzek: Kuanza, Dande i Kuango. Tradycyjnie wyznają religie animistyczne, obecnie także chrześcijaństwo. Zajmują się rolnictwem, chowem zwierząt i handlem. W ich strukturze społecznej przeważają rody matrylokalne i matrylinearne.